# Julpynt

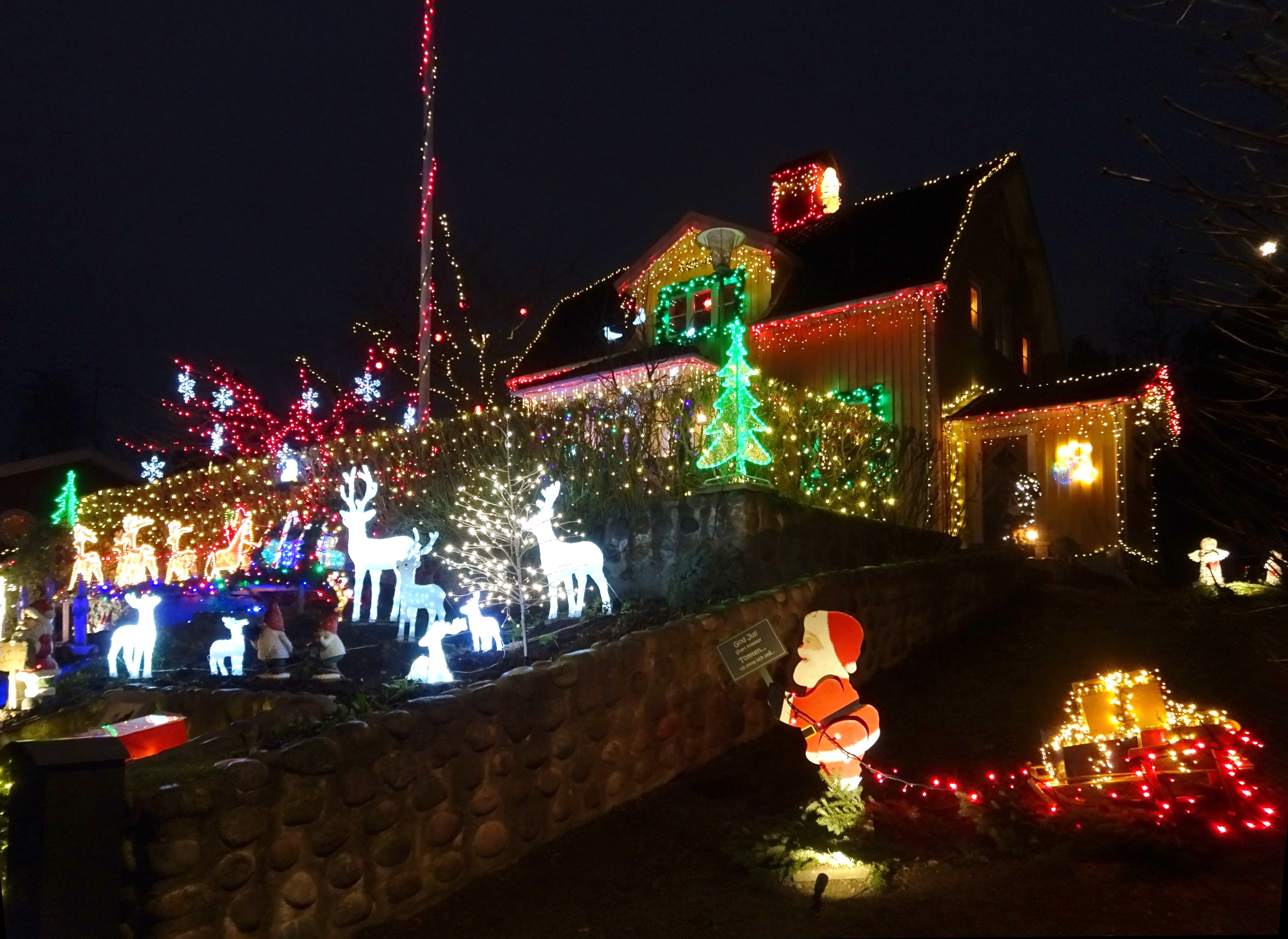
Julpyntat hus i Huddinge kommun.

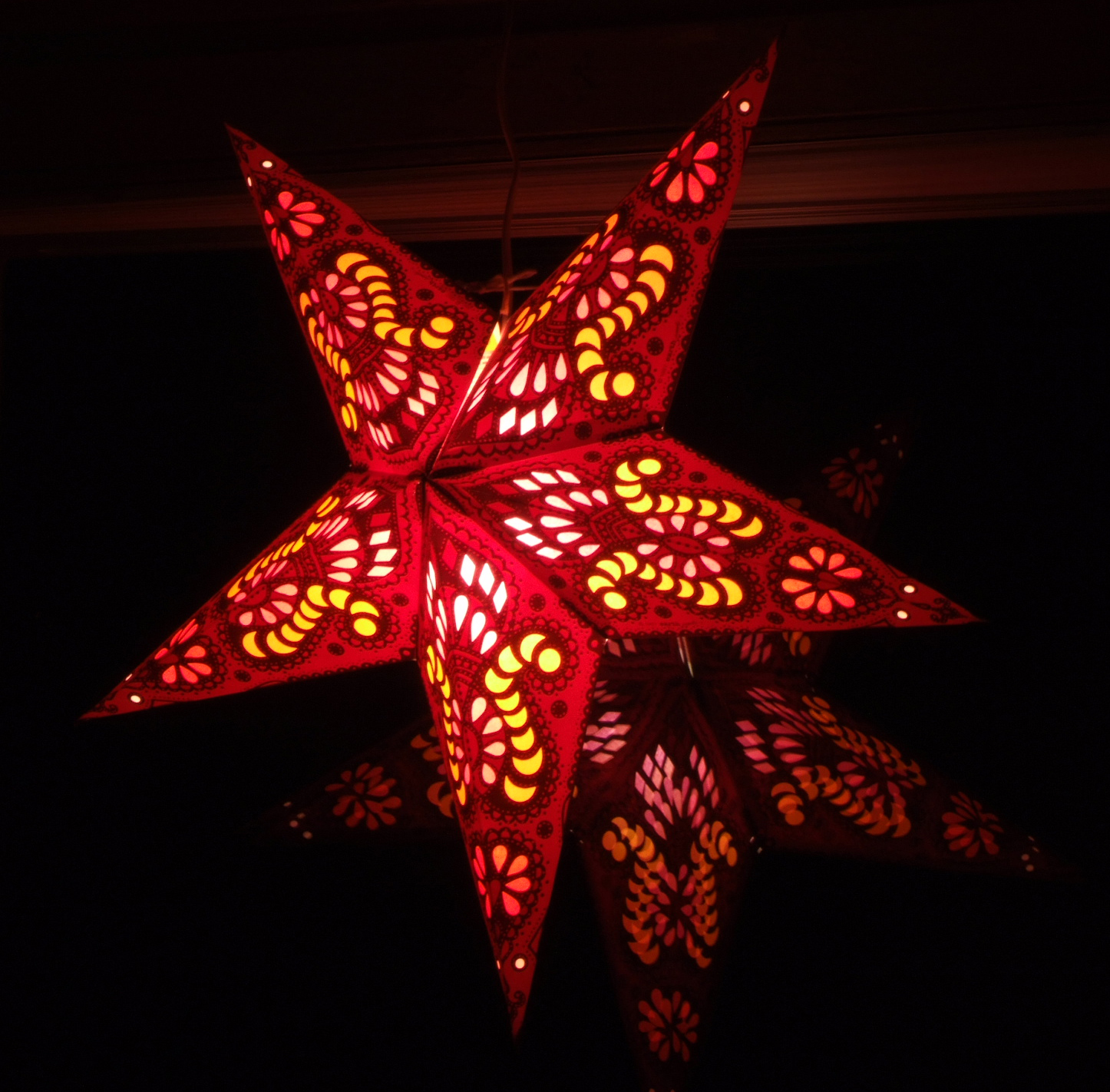
En tysk julstjärna.

Julpynt är de dekorationer som människor dekorerar hus och hem med i juletider. Ofta består julpynt av julgran, adventsljusstakar, adventsstjärna, prydnadstomtar, julbockar, julgardiner, ljusslinga, julkrubba och handgjorda skulpturer.

## Finland
I Finland har julgranen varit en central del av julpyntet sedan mitten av 1800-talet. Ursprungligen var julgranen en del av den praktfulla illuminationstraditionen och fick senare framträdande roller även i många andra julsammanhang, som välgörenhet och julklappsgivande. Andra traditionella julprydnader i Finland inkluderar julkronor av trä eller halm, julkors i Sydösterbotten, symbolerna tro, hopp och kärlek i Jakobstad samt Nykarlebystjärnan.

## Sverige
Mycket av det som i modern tid förknippas med julpynt blev vanligt i början eller mitten av 1900-talet, medan tidigare julpyntstraditioner till stor del har dött ut eller förändrats. Till och med 1920-talet var pyntet ett sätt att tillfälligt glömma bort eller drömma sig bort från fattigdomen, medan det senare istället haft syftet att skapa en romantiserad fantasibild av det äldre bondesamhället och kanske även att hedra och tänka tillbaka på sina avlidna släktingar.
En tradition från Halland, som var vanlig 1750–1850, innebar att man täckte de vanligtvis nedsotade väggarna och innertaken i stugan inför jul med vävnader och målade bonader. Det kallades att "dra stugan". Golven kunde täckas med halm. Julträd är en annan halländsk tradition från 1800-talet, men härstammar från Tyskland. Julträd, inte att förväxla med julgran, är ett julpynt som kunde tillverkas av trä, ståltråd, silkespapper och kräppapper. Traditionen med julträd lever kvar i till exempel Blekinge, Skåne och Småland. Under 1800-talet ville man att pyntet skulle glittra och blänka, därför kunde man slå in vad man hade till hands i stanniol.
När det först blev populärt med julgran kunde julgranspyntet bestå av äpplen, bakverk och levande ljus. Adventsljusstakar med fyra levande ljus, de första elektriska adventsljusstakarna, elektrisk julgransbelysning och adventsstjärnor blev vanligt i de svenska hemmen under 1920-talet eller 1930-talet. Halmpynt, som en del hänger upp i julgranen, blev populärt först under 1960- och 1970-talen i samband med att särskilda halmkurser blev vanliga.